# Franz Berghold
Franz Berghold (* 22. November 1948 in Mürzzuschlag; † 30. April 2023 in Kaprun) war ein österreichischer Arzt, Bergrettungsarzt und Höhenmediziner, Gerichtssachverständiger für Alpinistik und Wintersport sowie Berg- und Skiführer in Kaprun und bis 2017 Leiter der Internationalen Lehrgänge für Alpin- und  Höhenmedizin.

## Leben
Bis zum Jahr 1973 studierte Berghold Medizin an der Universität Graz, anschließend war er bis 1978 als Assistenzarzt an den Landeskrankenanstalten Salzburg tätig. Seit 1975 ist er Berg- und Flugrettungsarzt. Das Diplom in Sportmedizin erlangte er im Jahr 1983, dasjenige in Notfallmedizin 1997 und 1998 das Diploma for Mountain Medicine. In den Jahren 1978 bis 2014 war er als Allgemeinarzt in Kaprun niedergelassen. Im Jahr 1988 habilitierte er sich über Unfallkunde des Sports an der Geisteswissenschaftlichen Fakultät der Universität Salzburg und wurde dort im Jahr 2001 zum außerordentlichen Universitätsprofessor ernannt.
Seit 1992 organisierte Berghold die Internationalen Lehrgänge für Alpinmedizin, ein gemeinsames Ausbildungscurriculum der Deutschen Gesellschaft für Berg- und Expeditionsmedizin und der Österreichischen Gesellschaft für Alpin- und Höhenmedizin, die er in den Jahren 2014 bis 2017 unter dem Namen Internationale Lehrgänge für Alpinmedizin gGmbH leitete. Er wurde in Kaprun bestattet.

## Alpinismus
Als Alpinist absolvierte er Bergtouren aller Schwierigkeitsgrade, darunter einige Erstbegehungen in den Ost- und Westalpen. Ab dem Jahr 1967 nahm er an insgesamt 34 außereuropäischen Expeditionen und Bergfahrten teil, u. a. 1967 der Erstdurchquerung Spitzbergens, 1977 Besteigung des Dhaulagiri, 1979 Besteigung des Broad Peak. Er ist seit 1982 staatlich geprüfter Berg- und Skiführer.

## Ämter und Mitgliedschaften
- Deutsche Gesellschaft für Berg- und Expeditionsmedizin (BExMed)
- International Society for Skiing Safety (ISSS) – Vorstand und Delegierter Österreichs
- International Society for Mountain Medicine (ISMM)
- Österreichische Gesellschaft für Alpin- und Höhenmedizin (ÖGAHM) – Past-President
- Österreichisches Kuratorium für Alpine Sicherheit – Vorstandsmitglied
- Schweizerische Gesellschaft für Gebirgsmedizin (SGGM)
- Societá Italiana Medicina di Montagna (SIMM)
- Medical Commission of Union Internationale des Associations d’Alpinisme (UIAA) – Past-President
- Wilderness Medical Society (WMS)

## Auszeichnungen
- 1995: Blair Erb World Congress International Award der Wilderness Medical Society (USA)[7]
- Ehrenmitglied der Deutschen Gesellschaft für Berg- und Expeditionsmedizin[8]

## Schriften (Auswahl)
- Franz Berghold: Höhenmedizinisches Protokoll im Rahmen der Internationalen Expedition zur Dhaulagiri-Südwand 1977.  Dokumentations- und Informationszentrum für Höhenphysiologie und Expeditionsmedizin, Kaprun 1977.
- Franz Berghold: Bergmedizin heute: Ratgeber für gesundes Wandern und Bergsteigen. Bruckmann Verlag, München 1987, ISBN 3-7654-2134-0.
- Franz Berghold, Karl Pallasmann, Wolfgang Schaffert, Wolfgang Schobertsberger: Trekking- und Expeditionsmedizin. Praxis der Höhenanpassung – Therapie der Höhenkrankheit. Österreichische Gesellschaft für Alpin- und Höhenmedizin, Kaprun 1991.
  - 8. Auflage: Franz Berghold, Wolfgang Schaffert: Handbuch der Trekking- und Expeditionsmedizin. Praxis der Höhenanpassung – Therapie der Höhenkrankheit. 8. Auflage. DAV Summit Club, München 2015, ISBN 978-3-00-025756-8.
- Franz Berghold: Alpine Gefahrentheorien und Risikosituationen beim Bergsteigen und Schifahren. In: Jahrbuch des österreichischen Kuratoriums für alpine Sicherheit. Innsbruck 1992, S. 155 ff.
- Franz Berghold: Epidemiologie und Prävention der akuten Höhenkrankheit – die Höhentaktik. Zeitschrift Intensivmedizin und Notfallmedizin, Ausgabe 4/2002
- Franz Berghold, Rainald Fischer, Wolfgang Schaffert et al. (Hrsg.): Alpin- und Höhenmedizin. Springer, Wien 2015, ISBN 978-3-7091-1832-0.